# Nam Joo-hyuk
Nam Joo-hyuk (* 22. Februar 1994 in Busan) ist ein südkoreanischer Schauspieler und Model. Er ist bekannt aus den Fernsehserien Who Are You: School 2015 (2015), Weightlifting Fairy Kim Bok-joo (2016), The Bride of Habaek (2017), The Light in Your Eyes (2019), The School Nurse Files (2020), Start-Up (2020) und Twenty-Five Twenty-One (2022).

## Filmografie

### Filme
- 2018: The Great Battle
- 2020: Josée
- 2021: Remember

### Fernsehserien
- 2014: The Idle Mermaid als Park Dae-bak (tvN)
- 2015: Who Are You: School 2015 als Han Yi-an (KBS2)
- 2015: Glamorous Temptation als Jin Hyung-woo (young) (MBC)
- 2016: Cheese in the Trap als Kwon Eun-taek (tvN)
- 2016: Moon Lovers: Scarlet Heart Ryeo als 13th Prince Baek-ah (SBS)
- 2016: Weightlifting Fairy Kim Bok-joo als Jung Joon-hyung (MBC)
- 2017: The Bride of Habaek als Habaek (tvN)
- 2018: Dazzling als Lee Joon-ha (jTBC)
- 2019: The light in your eyes (JTBC, Viki)
- 2020: The School Nurse Files als Hong In-pyo (Netflix)
- 2020: Start-Up als Nam Do-san (tvN)
- 2022: Twenty-Five Twenty-One als Baek Yi-jin (tvN)
- 2023: Vigilante als Kim Ji-yong (Disney+)
- TBA: Here (tvN)